# Brokopondo (cidade)
Brokopondo é a capital do distrito de Brokopondo, no Suriname. Está localizada a 72 metros acima do nível do mar, e tem população estimada em 2526 habitantes.